# Album al numero uno nella Billboard 200 nel 2023

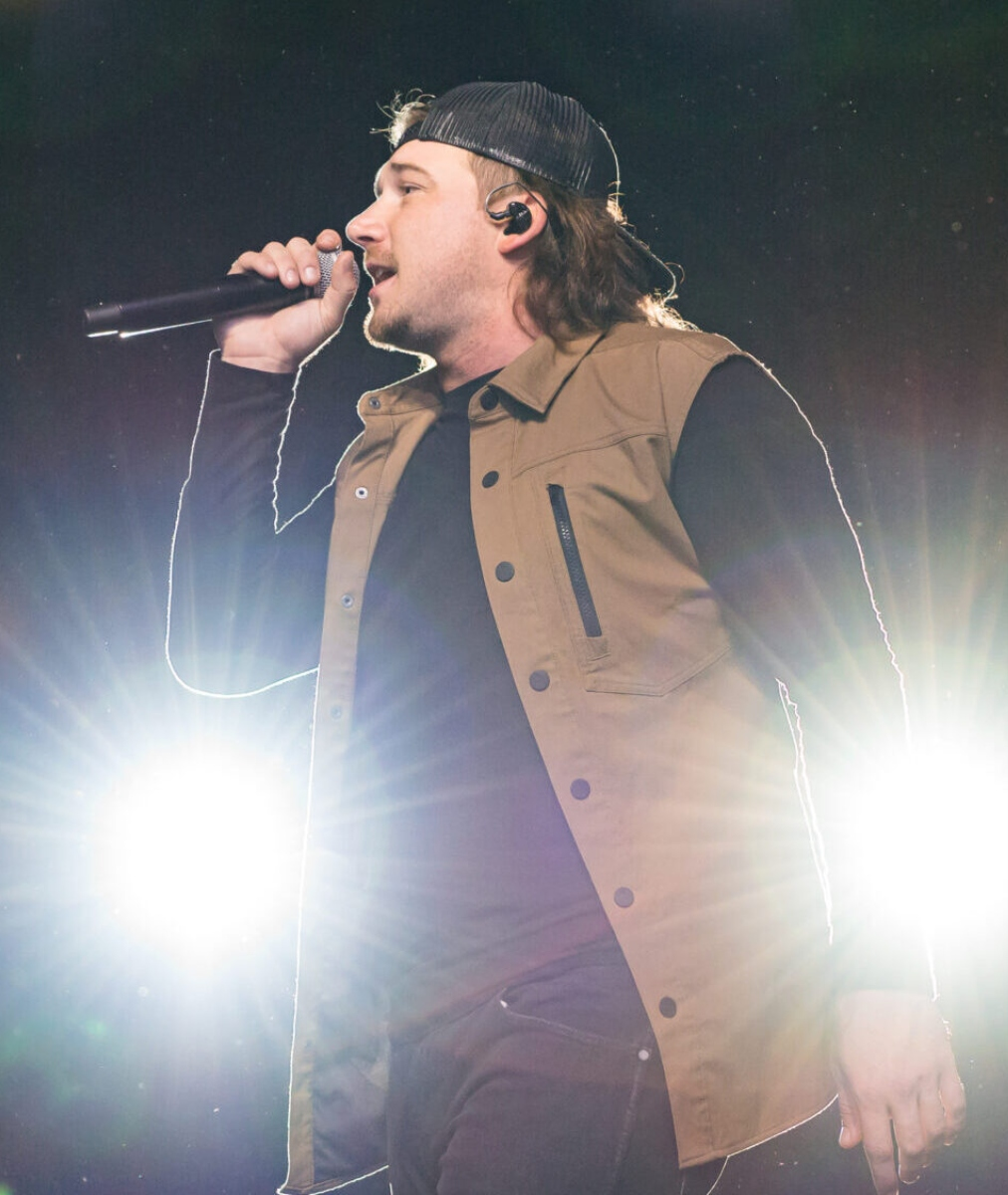
One Thing at a Time del cantante country Morgan Wallen, con 16 settimane non consecutive, è l'album con la più lunga permanenza in vetta del 2023.

Di seguito è proposta la lista degli album al numero uno nella Billboard 200 nel 2023. La Billboard 200 è una classifica musicale che considera gli album e gli EP più di successo negli Stati Uniti. I dati vengono raccolti dalla compagnia Luminate Data e, in seguito, la classifica finale viene pubblicata settimanalmente dalla rivista Billboard. La classifica si basa sulle unità equivalenti ad album, che includono le vendite fisiche, le vendite digitali e lo streaming sulle piattaforme online. Ogni unità equivale a un album venduto, oppure a 10 vendite di tracce provenienti da un album, così come 3.750 on-demand sponsorizzati o 1.250 streaming pagati di tracce o video di canzoni di un album. 

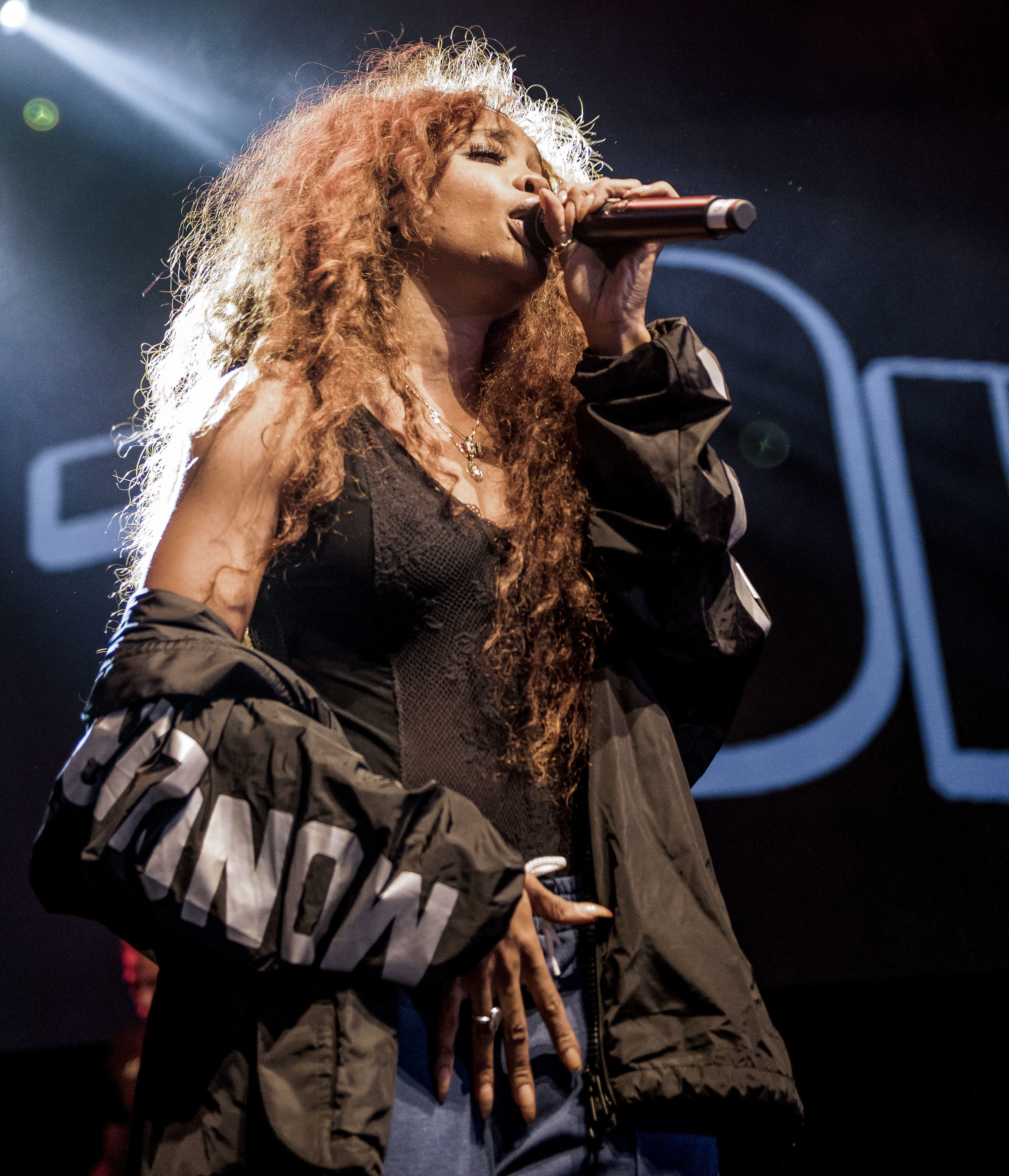
SOS della cantante statunitense SZA, con 10 settimane totali non consecutive (2 nel 2022 e 8 nel 2023), è l'album di un'artista femminile con la più lunga permanenza in vetta del 2023.

One Thing at a Time, il terzo album in studio del cantante country Morgan Wallen, è rimasto in vetta alla Billboard 200 per 16 settimane non consecutive, diventando di conseguenza l'album con la più lunga permanenza in vetta alla classifica del 2023. One Thing at a Time è diventato anche l'album con il maggior numero di settimane numero uno sin da 21 di Adele che, tra il 2010 e il 2011, accumulò 24 settimane non consecutive in vetta alla classifica. L'album ha anche raggiunto la prima posizione della classifica di fine anno, la Billboard 200 Year-End Albums, in quanto album con le migliori prestazioni del 2023.
SOS, il secondo album in studio della cantante americana SZA, con 8 settimane non consecutive spese alla vetta nel 2023, e altre 2 nel 2022, per un totale di 10 settimane totali, è stato l'album di un'artista femminile con la più lunga permanenza alla prima posizione del 2023.

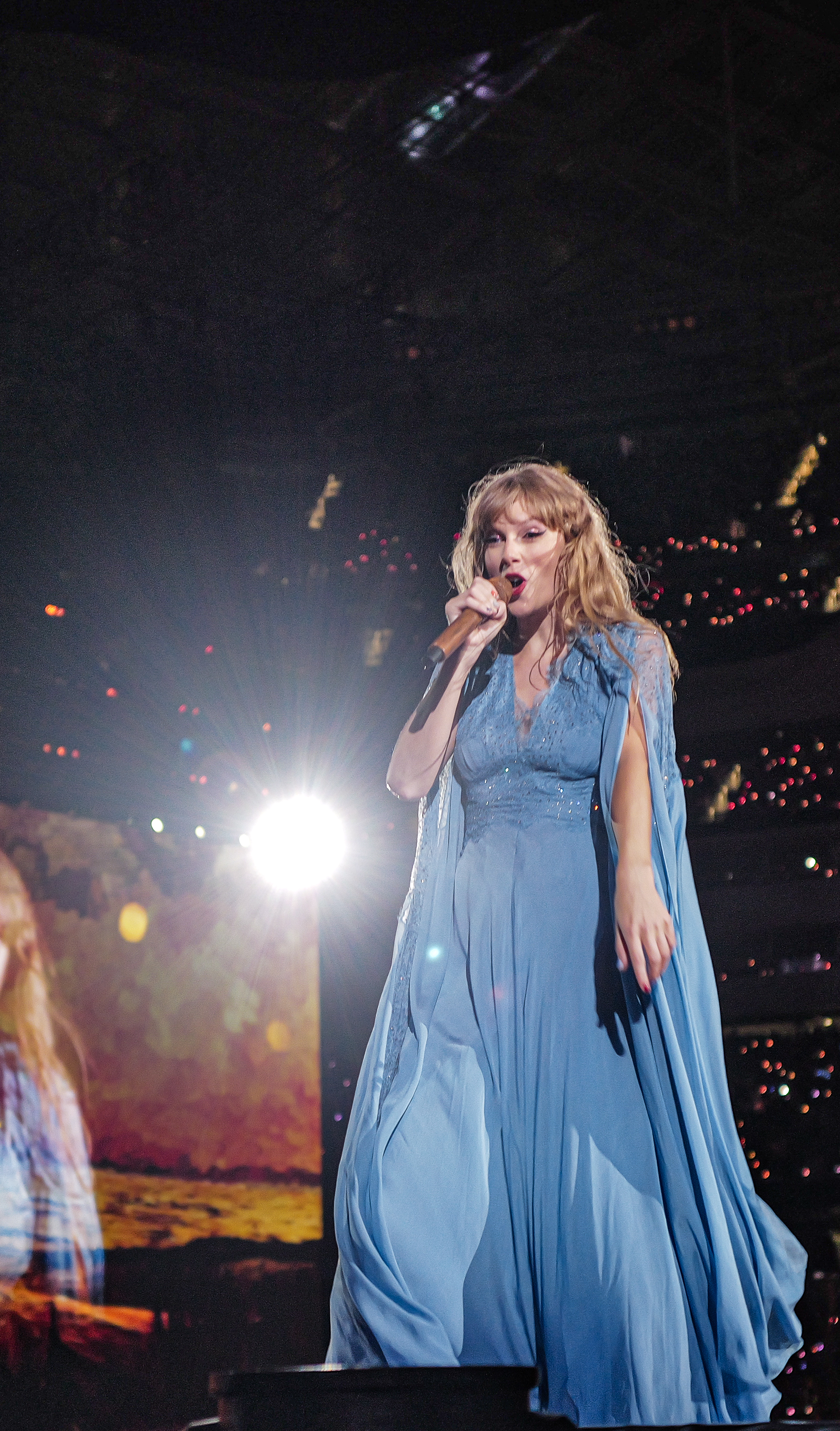
La cantante americana Taylor Swift è rimasta in vetta 6 settimane totali con 3 album differenti. Uno di questi, 1989 (Taylor's Version), è diventato l'album più venduto del 2023.

1989 (Taylor's Version), il quarto album ri-registrato della cantante statunitense Taylor Swift, è stato l'album con le più alte vendite ottenute nella prima settimana di disponibilità del 2023, registrando 1.65 milioni di unità equivalenti, delle quali 1.35 milioni ottenute da vendite fisiche. Inoltre, con 1.48 milioni di unità ottenute, 1989 (Taylor's Version) è diventato l'album più venduto del 2023. Inoltre, nella settimana di pubblicazione del 9 dicembre 2023, la Swift è diventata la prima artista vivente a avere cinque differenti album contemporaneamente nella top 10, seconda solo a Prince che ci era riuscito nella settimana della sua scomparsa.

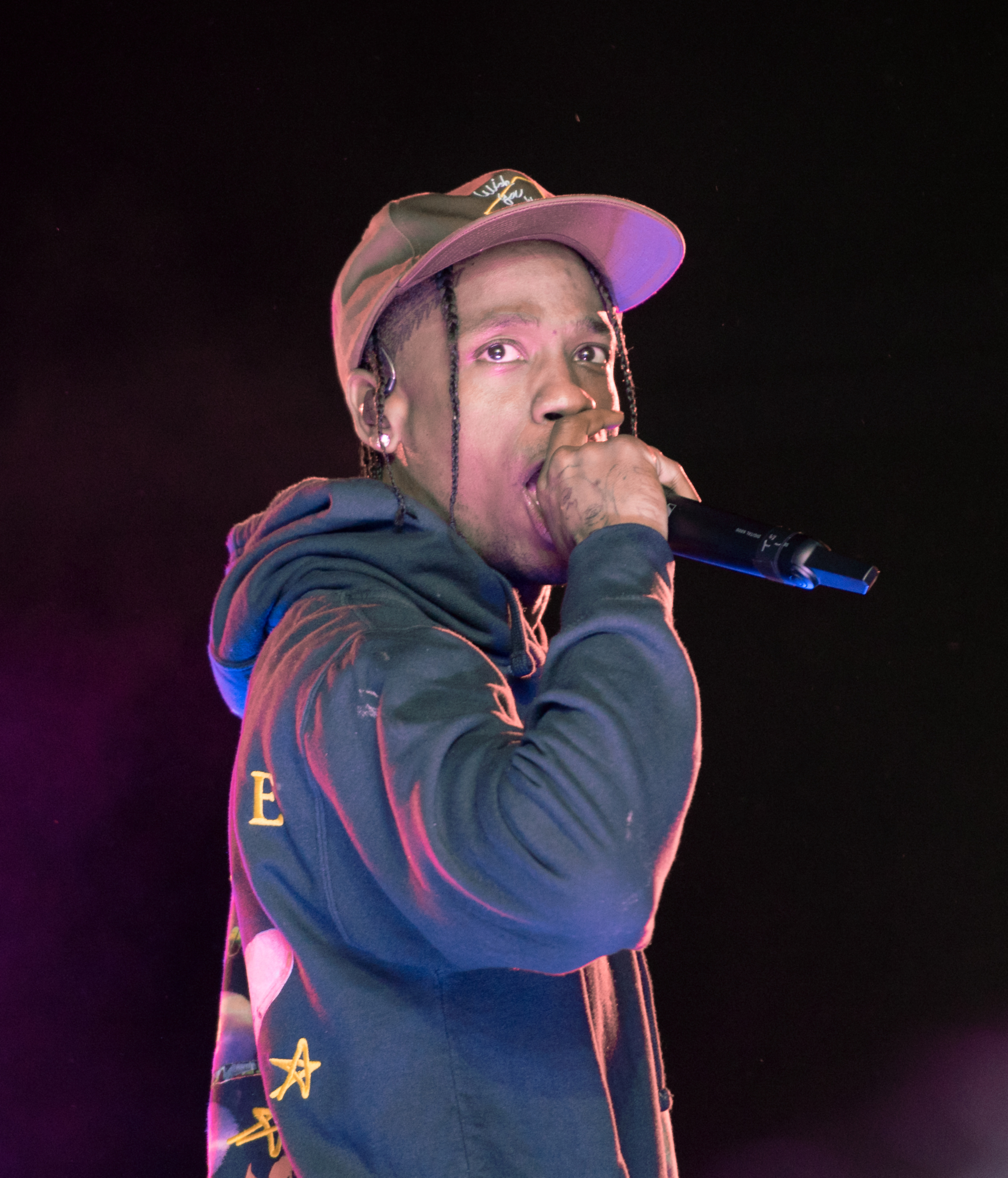
Utopia, del rapper statunitense Travis Scott, è il primo album rap sin da Scorpion (2018) di Drake a rimanere in vetta durante le sue prime 4 settimane.

Mañana será bonito, quarto album in studio della cantautrice colombiana Karol G, è diventato il primo album di un'artista femminile interamente in lingua spagnola, e il terzo in generale, a raggiungere la prima posizione della Billboard 200 nei 78 anni di storia della classifica.
La boyband sudcoreana Stray Kids e Taylor Swift, rispettivamente con 2 e 3 album, sono gli unici artisti ad aver ottenuto più di un album numero uno nel 2023.

## Billboard 200
| † | Indica l'album con le migliori prestazioni del 2023 |

| Data         | Album                               | Artista             | Tot. sett. #1 | Unità     | Fonti  |
| ------------ | ----------------------------------- | ------------------- | ------------- | --------- | ------ |
| 7 gennaio    | SOS                                 | SZA                 | 13            | 128.000   | [ 11 ] |
| 14 gennaio   | SOS                                 | SZA                 | 13            | 125.000   | [ 12 ] |
| 21 gennaio   | SOS                                 | SZA                 | 13            | 125.000   | [ 13 ] |
| 28 gennaio   | SOS                                 | SZA                 | 13            | 119.000   | [ 14 ] |
| 4 febbraio   | SOS                                 | SZA                 | 13            | 111.000   | [ 15 ] |
| 11 febbraio  | The Name Chapter: Temptation        | Tomorrow X Together | 1             | 161.500   | [ 16 ] |
| 18 febbraio  | SOS                                 | SZA                 | 13            | 100.000   | [ 17 ] |
| 25 febbraio  | SOS                                 | SZA                 | 13            | 93.000    | [ 18 ] |
| 4 marzo      | SOS                                 | SZA                 | 13            | 87.000    | [ 19 ] |
| 11 marzo     | Mañana Será Bonito                  | Karol G             | 1             | 94.000    | [ 20 ] |
| 18 marzo     | One Thing at a Time †               | Morgan Wallen       | 19            | 501.000   | [ 21 ] |
| 25 marzo     | One Thing at a Time †               | Morgan Wallen       | 19            | 259.000   | [ 22 ] |
| 1 aprile     | One Thing at a Time †               | Morgan Wallen       | 19            | 209.500   | [ 23 ] |
| 8 aprile     | One Thing at a Time †               | Morgan Wallen       | 19            | 197.000   | [ 24 ] |
| 15 aprile    | One Thing at a Time †               | Morgan Wallen       | 19            | 173.000   | [ 25 ] |
| 22 aprile    | One Thing at a Time †               | Morgan Wallen       | 19            | 167.000   | [ 26 ] |
| 29 aprile    | One Thing at a Time †               | Morgan Wallen       | 19            | 166.000   | [ 27 ] |
| 6 maggio     | One Thing at a Time †               | Morgan Wallen       | 19            | 149.000   | [ 28 ] |
| 13 maggio    | One Thing at a Time †               | Morgan Wallen       | 19            | 138.000   | [ 29 ] |
| 20 maggio    | One Thing at a Time †               | Morgan Wallen       | 19            | 141.000   | [ 30 ] |
| 27 maggio    | One Thing at a Time †               | Morgan Wallen       | 19            | 134.500   | [ 31 ] |
| 3 giugno     | One Thing at a Time †               | Morgan Wallen       | 19            | 129.000   | [ 32 ] |
| 10 giugno    | Midnights                           | Taylor Swift        | 6             | 282.000   | [ 33 ] |
| 17 giugno    | 5-Star                              | Stray Kids          | 1             | 249.500   | [ 34 ] |
| 24 giugno    | One Thing at a Time †               | Morgan Wallen       | 19            | 111.500   | [ 35 ] |
| 1º luglio    | One Thing at a Time †               | Morgan Wallen       | 19            | 110.000   | [ 36 ] |
| 8 luglio     | One Thing at a Time †               | Morgan Wallen       | 19            | 110.500   | [ 37 ] |
| 15 luglio    | Pink Tape                           | Lil Uzi Vert        | 1             | 167.000   | [ 38 ] |
| 22 luglio    | Speak Now (Taylor's Version)        | Taylor Swift        | 2             | 716.000   | [ 39 ] |
| 29 luglio    | Speak Now (Taylor's Version)        | Taylor Swift        | 2             | 121.000   | [ 40 ] |
| 5 agosto     | Get Up                              | NewJeans            | 1             | 126.500   | [ 41 ] |
| 12 agosto    | Utopia                              | Travis Scott        | 4             | 496.000   | [ 42 ] |
| 19 agosto    | Utopia                              | Travis Scott        | 4             | 147.000   | [ 43 ] |
| 26 agosto    | Utopia                              | Travis Scott        | 4             | 185.000   | [ 44 ] |
| 2 settembre  | Utopia                              | Travis Scott        | 4             | 161.000   | [ 45 ] |
| 9 settembre  | Zach Bryan                          | Zach Bryan          | 2             | 200.000   | [ 46 ] |
| 16 settembre | Zach Bryan                          | Zach Bryan          | 2             | 115.000   | [ 47 ] |
| 23 settembre | Guts                                | Olivia Rodrigo      | 1             | 302.000   | [ 48 ] |
| 29 settembre | Nostalgia                           | Rod Wave            | 2             | 137.000   | [ 49 ] |
| 7 ottobre    | Nostalgia                           | Rod Wave            | 2             | 88.000    | [ 50 ] |
| 14 ottobre   | One Thing at a Time †               | Morgan Wallen       | 19            | 74.500    | [ 1 ]  |
| 21 ottobre   | For All the Dogs                    | Drake               | 2             | 402.000   | [ 51 ] |
| 28 ottobre   | Nadie sabe lo que va a pasar mañana | Bad Bunny           | 1             | 184.000   | [ 52 ] |
| 4 novembre   | One More Time...                    | Blink-182           | 1             | 125.000   | [ 53 ] |
| 11 novembre  | 1989 (Taylor's Version)             | Taylor Swift        | 6             | 1.653.000 | [ 4 ]  |
| 18 novembre  | 1989 (Taylor's Version)             | Taylor Swift        | 6             | 245.000   | [ 5 ]  |
| 25 novembre  | Rock-Star                           | Stray Kids          | 1             | 224.000   | [ 10 ] |
| 2 dicembre   | For All the Dogs                    | Drake               | 2             | 145.000   | [ 54 ] |
| 9 dicembre   | 1989 (Taylor's Version)             | Taylor Swift        | 6             | 141.000   | [ 8 ]  |
| 16 dicembre  | The World EP.Fin: Will              | Ateez               | 1             | 152.000   | [ 55 ] |
| 23 dicembre  | Pink Friday 2                       | Nicki Minaj         | 1             | 228.000   | [ 56 ] |
| 30 dicembre  | 1989 (Taylor's Version)             | Taylor Swift        | 6             | 136.000   | [ 57 ] |

Note:
1. 1 2  Ha raggiunto il numero uno anche nel 2022 e nel 2025.
2. 1 2 3  Ha raggiunto il numero uno anche nel 2024.
3. ↑  Ha raggiunto il numero uno anche nel 2022.
4. 1 2 3  Ha raggiunto il numero uno anche nel 2024.